# Otto Goppel
Otto Goppel (* 18. Mai 1928 in Beilngries; † 1973 in Nürnberg) war ein deutscher Bildhauer.

## Werdegang
Zwischen 1951 und 1958 studierte er an der Akademie der Bildenden Künste in Nürnberg und war Meisterschüler von Hermann Schorer. Anschließend war er dort als freischaffender Bildhauer tätig. Otto Goppel verstarb 1973 in Nürnberg.

## Werke
- Bronzefriese in der Kirche „St. Otto“ in Nürnberg-Laufamholz
- Bronzegruppe „Heiliges Abendmahl“ in der Kirche „St. Bonifaz“ in Nürnberg
- Christus des Altarkreuzes in der Kirche St. Wolfgang (Nürnberg)
- Christus des Altarkreuzes in der Kirche „St. Franziskus“ in Nürnberg
- große Kreuzplastik hinter dem Hauptaltar, Kirche „St. Christophorus“ in Fürth
- Hängekreuz in der Kirche „St. Gabriel“ in Nürnberg
- Kreuzweg im Elisabethenkrankenhaus in Hünfeld
- Kreuzwegstationen in der Kirche „St. Franziskus“ in Nürnberg
- Korpus des Altarkreuzes der erzbischöflichen Schwesternkapelle in Bamberg
- Madonnenstatue aus Bronze, Kirche „St. Christophorus“ in Fürth
- Portale in der Kirche „St. Otto“ in Nürnberg-Laufamholz
- Tabernakel in der Kirche St. Josef (Nürnberg)
- Tafel für die Gefallenen in Puschendorf
- Totenehrenmal vor der Kirche St. Josef (Zirndorf)
- Türgriffe in der Kirche „St. Gabriel“ in Nürnberg